# Cimitirul ostașilor germani de la Frunzoaia
Cimitirul ostașilor germani de la Frunzoaia (cunoscut și sub denumirile de Cimitirul ostașilor germani de la Tișița sau Cimitirul „Poiana lui Frunză”) este un monument istoric (cod LMI VN-IV-s-A-06653) situat la Frunzoaia, la drumul DN2L Tișița-Panciu (km 2), în satul Bătinești, comuna Țifești. Monumentul comemoreaza Bătălia de la Mărășesti (care a avut loc in Primul Razboi Mondial, intre Regatul Romaniei si Imperiul German) și adăpostește osemintele ostașilor germani, români, austrieci, cehi, francezi, slovaci, ruși, sârbi și unguri căzuți pe câmpul de luptă.

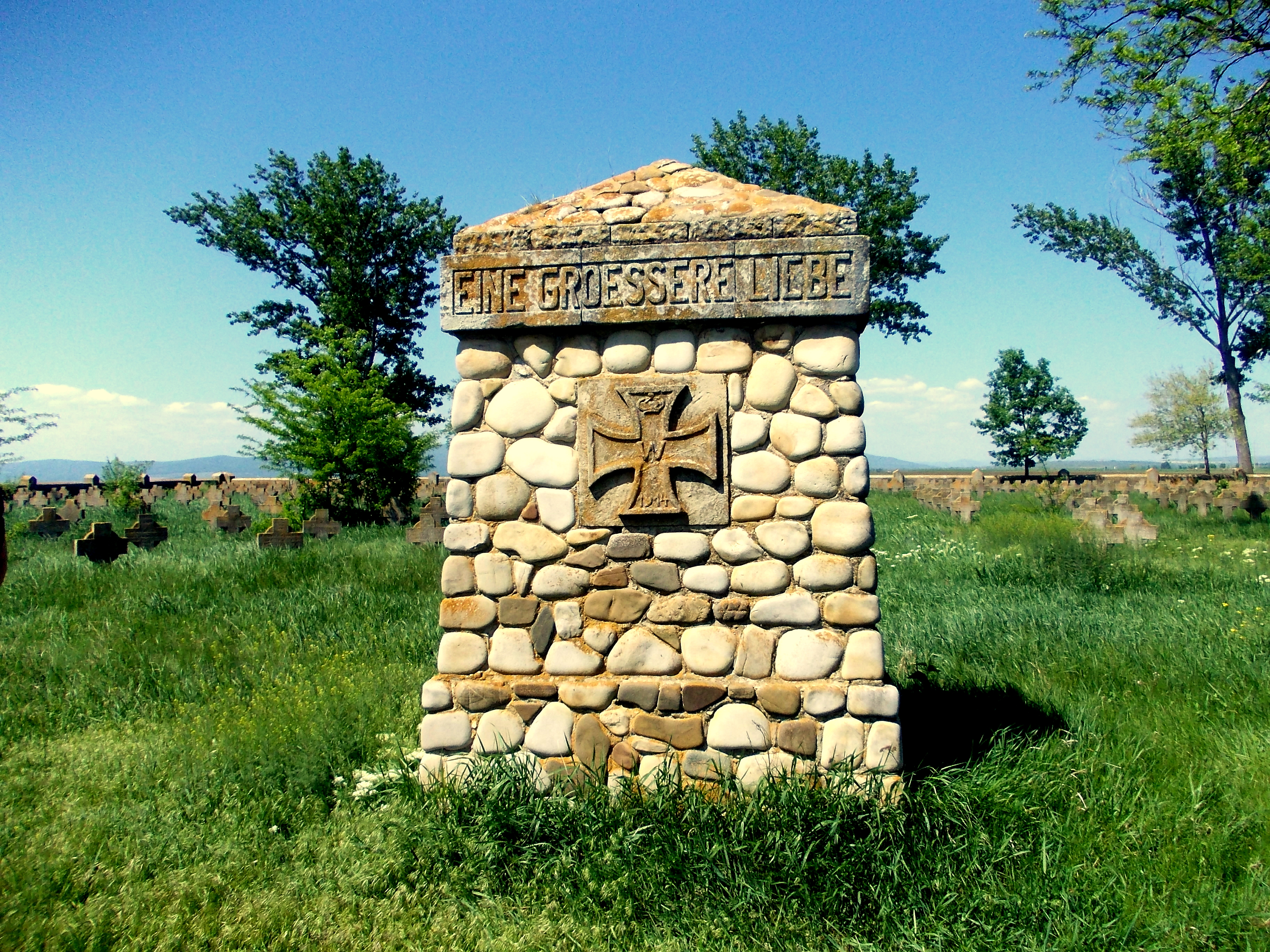
Monumentul comemorativ din centrul Cimitirul ostașilor germani din Tișița. Peste simbolul Crucii de Fier este scris în (O mare dragoste).

## Istoric
La lansarea monografiei satului Bătinești, Toader Vișan declara:
„În Primul Război Mondial, Bătineștiul a fost prins ca într-o menghină între cele două fronturi. Bombardamentele, care au durat din ianuarie și până în august, au dărmat din temelii aproape tot satul. N-au mai existat nici biserică, nici școală, nici primărie, ci câteva ziduri ici și colo.”
Astfel, începănd cu anul 1917, armata germană a amenajat un Cimitir de campanie pe teritoriul acestei comune, pe amplasamentul actualului monument. Cimitirul fost construit în anul 1924 (ctitor: Guvernul German) și restaurat în anul 1994. Acesta este unul din cele patru cimitire ale ostașilor germani de pe raza județului Vrancea, alaturi  cele de la Focșani, Soveja și Bordești. 
Intrarea în cimitir se face dinspre DN2L printr-un fronton de piatră, acesta fiind împrejmuit cu ziduri de piatră și beton. Pietrele funerare menționează numele, regimentul și gradele celor înmormântați aici. Crucile mormintelor sunt delimítate în patru careuri în baza a două alei largi, formând astfel o cruce. La intersecția aleilor se află un monument comemorativ realizat în piatră.
În primele decenii de comunism, cimitirul a fost profanat și transformat de către localnici în obor pentru vite.